# Misja w Kaszmirze
Misja w Kaszmirze – indyjski dramat wyreżyserowany w 2000 roku przez Vidhu Vinod Chopra ze znanymi indyjskimi aktorami: Sanjay Duttem, Hrithik Roshanem, Preity Zinta w rolach głównych. Tematem filmu są przeżycia Altaafa, który podczas akcji wojskowej w związku z konfliktem indyjsko-pakistańskim o Kaszmir traci rodziców i zostaje adoptowany przez człowieka odpowiedzialnego za ich śmierć. Dowiedziawszy się o tym jako dorosły człowiek szuka zemsty.
Autorem scenariusza jest finalista Nagrody Pulitzera – Suketu Mehta

## Fabuła
Malik, terrorysta walczący o niezależny Kaszmir (Puru Rajkumar) ogłosił, że lekarze, którzy nadal będą leczyć policjantów umrą. Groźbę swą wprowadza w czyn tak dalece zastraszając lekarzy, że gdy synek szefa policji Inayata Khana (Sanjay Dutt) potrzebuje natychmiastowej operacji, kolejni lekarze odmawiają bojąc się nie tylko o swoje, ale i o życie rodziny. Chłopiec umiera. Jego ojciec Khan przysięga zemstę. Zaczaiwszy się na Malika zabija go. Ogarnięty pełną rozpaczy nienawiścią traci kontrolę nad sobą, strzelając na oślep zabija też rodzinę, u której zatrzymał się Malik. Jedyną osoba, która przeżyła strzelaninę jest chłopiec Altaaf. Pełen poczucia winy Khan i jego osamotniona po stracie synka żona Neelima (Sonali Kulkarni) chcą go wychować jak własnego syna. Mimo przeżytej traumy udaje im się zbliżyć do chłopca i wzbudzić w nim miłość do siebie. Los rodziny zmienia się jednak dramatycznie, gdy Altaaf odkrywa, że Khan jest zabójcą jego rodziny. Ucieka z domu i wyrasta na terrorystę (Hrithik Roshan), który wypowiada wojnę Khanowi i Indiom.

## Obsada
- Sanjay Dutt – oficer wojska Inayat Khan
- Hrithik Roshan – Altaaf
- Preity Zinta – Sufiya Parvez
- Jackie Shroff – Hilal Kohistani
- Sonali Kulkarni – Neelima
- Puru Rajkumar – Malik Ul Khan
- Abhay Chopra – Avinash Mattoo
- Vineet Sharma – Gurdeep Singh
- Rajendra Gupta – sekretarka szefa
- Mohsin Memon – młody Altaaf
- Yogin Soni – Irfaa

## Piosenki śpiewają
1. "Bumbro": Shankar Mahadevan, Jaspinder Narula, Sunidhi Chauh
2. Chupke Se Suun" : Udit Narayan, Alka Yagnik
3. "Rind Posh Maal" : Shankar Mahadevan
4. "Soche Ke Jheelon Ka" : Udit Narayan, Alka Yagnik
5. "Maaf Karo" : Vinod Rathod, Anuradha Paudwal
6. "So Ja Chanda" : Mahalakshmi Iyer
7. "Dhuan Dhuan" : Shankar Mahadevan

## Nagrody i nominacje

### Nagroda IIFA
- Nagroda IIFA za najlepsze zdjęcia – Binod Pradhan
- nominacja do Nagrody IIFA dla Najlepszego Aktora – Sanjay Dutt
- nominacja do Nagrody IIFA dla Najlepszej Aktorki Drugoplanowej – Sonali Kulkarni
- nominacja do Nagrody IIFA dla Najlepszego Filmu
- nominacja do Nagrody IIFA dla Najlepszego reżysera – Vidhu Vinod Chopra
- nominacja do Nagrody IIFA za Najlepszą Muzykę – Ehsaan-Shankar-Loy
- nominacja do Nagrody IIFA zaa Najlepszą Rolę Negatywną – Jackie Shroff

### Nagroda Filmfare
- Nagroda Filmfare za Najlepszą Akcję – Allan Amin
- nominacja do Nagrody Filmfare dla Najlepszego Filmu
- nominacja do Nagrody Filmfare dla Najlepszego Reżysera – Vidhu Vinod Chopra
- nominacja do Nagrody Filmfare dla Najlepszego Aktora – Sanjay Dutt
- nominacja do Nagrody Filmfare dla Najlepszej Aktorki Drugoplanowej – Sonali Kulkarni
- nominacja do Nagrody Filmfare dla Najlepszej Roli Negatywnej – Jackie Shroff

### Screen Weekly Nagroda
- Nagroda Screen Weekly dla Najlepszego Aktora Drugoplanowego – Sanjay Dutt
- Nagroda Screen Weekly za Najlepszą Akcję – Allan Amin
- Nagroda Screen Weekly za Najlepsze Zdjęcia – Binod Pradhan
- nominacja do Nagrody Screen Weekly za Najlepszą Muzykę – Ehsaan-Shankar-Loy
- nominacja do Nagrody Screen Weekly za Najlepszą Scenografię – Nitin Desai
- nominacja do Nagroda Screen Weekly dla Najlepszego Filmu
- nominacja do Nagrody Screen Weekly dla Najlepszego Reżysera – Vidhu Vinod Chopra
- nominacja do Nagrody Screen Weekly za Najlepszą Choreografię – Saroj Khan
- nominacja do Nagrody Screen Weekly za Najlepsze Dialogi – Atul Tiwari
- nominacja do Nagrody Screen Weekly dla Najlepszej Aktorki Drugoplanowej – Sonali Kulkarni
- nominacja do Nagrody Screen Weekly dla Najlepszego Playbacku Kobiecego – Sunidhi Chauhan za piosenkę "Bhumro"